# Комбинируемый символ

Кириллическая У в сочетании с комбинируемой краткой даёт Ў.

В цифровой типографике комбинируемые символы — это символы, предназначенные для изменения других символов. Наиболее распространенными комбинируемыми символами в латинице являются комбинируемые диакритические знаки (в том числе комбинируемые акценты).
Юникод также содержит много предварительно составленных символов, так что во многих случаях можно использовать как комбинируемые диакритические знаки, так и предварительно составленные символы по выбору пользователя или приложения. Это приводит к требованию выполнить нормализацию Юникода перед сравнением двух строк Юникода и тщательно разработать преобразователи кодирования, чтобы правильно сопоставить все допустимые способы представления символа в Юникоде с устаревшей кодировкой, чтобы избежать потери данных.
В Юникоде основным блоком для комбинируемых диакритических знаков европейских языков и Международного фонетического алфавита является U+0300…U+036F. Комбинируемые диакритические знаки также присутствуют во многих других блоках Юникода. В Юникоде диакритические знаки всегда ставятся после основного символа (в отличие от некоторых более старых наборов комбинируемых символов, таких как ANSEL, что позволяет добавлять несколько диакритических знаков к одному символу.

## Zalgo-текст

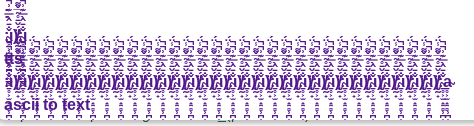
Пример Zalgo-текста

Комбинируемые символы также используются для создания так называемого «Zalgo-текста» — текста, выглядящего искажённым из-за чрезмерного использования диакритических знаков. Это заставляет текст расширяться по вертикали, перекрывая этим другой текст.
п̴̢̧̡̧̨̨̨̡̧̢̢̢̢̡̡̢̨̡̧̢̛̛͈͕̩̱̼̲͚̼̻͉̱̤͔̞̤̝̠̗͍̯̰̹̺̺̘͎̝̦̱̤̩͉̼͕̳̹͕͙̘̘̝̘̦̜͇̞͇̰̙̘͙̞̖̝̰̘̰̫̰͉͉͚̥͉̝̣̥̠̳̘͕̖̹̪̘̦̝̗͖̭̺̪̱͓̝̻͈̟̲̳̞̫̥̞̝̹̜̱̺̹͕̟̖̰̫̟͇̭͇̩͖̘̩̺̱̥̯̮̜̰̘̹̼̲̬̣̞̬̥͖͇͎̤̠̠̜̮̱̱̩͙̥͔̯͕̘͍̳͚̝̼͍̱̳̼͓̱̟̫̭͓̬̘̻̟̜̮̹͍̳̙̟̙̝̦͇̣̤̮̘͉̭͙̩͓̯̥̳̳̠̻̭̭͕̝̮̞̠̺͈̮̦̥̺̩͉̞͔̗̬̣̣̬͔̦̩̬̘̟̹͎͎̤̖̻̱͍͍̝͔̠̼͔̦͚̦͍̤̭̝͖͈̥̱͉͉̟̲̫̻̤͓̮̖̜̱̖͍̦̺̦͍̩̱͔͆̈́̈́̎͑̉͋͑͂̾̐̿͑̈́̈͌̇͗̏̔̓̓̐̇̈́̾̇̈̐̾͐̐̊̊̔̋̀̍͌͒͌͌̎͊̔̓̒͑̈́͒̅̂̈́̊̔̄̾͐̃͋͋̐̈̒̂̆͌͐͐͛́͋̏̿͒̋̀̃̕̕̚̕͘̚̕͜͜͜͜͠͝͝͝ͅͅͅͅͅͅͅͅͅр̷̨̧̡̧̨̡̛̛̛̛̛̰̙͔̯͚͔̠͓͙̭̼̱̫̹̪̪̞̤̪͔̻͓̪̥̣̫̪̬̰̘͙͋̆̏̔͛́̀̀̒̊̆̊̅͌͌̓̊̌̍͊͒͊͆̎̀̅̏̃̆̅͒͒͑͒͗̇̈́̈́̓̒̾̂̀̈́͛̈̌̉͂̉̓̊̓͋̈́̀̌̍̉̆̈̊͋̀͐͂̀̃̄̒̋͒̈̄̐̈̈́̒͊̀̀̂͒̍̂̃͋̋̌̑͊́̅̿̌̌̆̆́́́͛̒̃̔̋̆̊̐̀̐͊̉͗͑̂͒͐̿̇͊̍͋̏̏͊͛́̉̌̿̇̔̀̓̒̈́̂̀͋̉͗̎̽͐̍̀͊́́̉̍̿̉̉̆͒̀̃͛̈́̏̇̾͛̏̎̓̋̈́̽̚̚͘̚̚̕͘͘͘̕̚̚͜͜͠͝͠͠͠͝͠͠͠͝͝ѝ̴̡̡̢̛̟͚͉̲̞͓͍͚̱͉͖͕̙̮͎̳̣̰͙̞͍͊̐͐̂̃͛̽̈́̇̒͌̓̿̑̑̽̀̉́̑̏̚͝͝͝͝ͅм̸̡̡̢̛̛̛̣͉̗̪͚͔̹̜̣̱̜̠͎̥̘͎̟̥̬̘́̄̂̌͌͑͛̾͒̑̈̋̌̉̾͑͛̒̓͗̈́́̿̇́́̎͒̌̓̎̊͋͛́̊̅̃̇͛̄̽̒̋̋̇͂̋̐̈͐̆͑̎̂̔͂͊̈́̔̑̎̾̽̔́̃́̌̒̐͑̌̐͋̅͆̇̈́̏̃̋̈́̍͛̿̈́̅̿̌̔̈́̅̄͐̈́̔͋̄̎͑̇͊́̇̌͊̃̏̄͂̊͌̇͗̆̈́̿͋̍̈̎̑̿̈́͗̋̎̓̐̆̾̈́͋̎̎̍̀̈́̈́͋͗̾͐̉̃̌͋͊̕͘͘͘̚̚̚͠͝͠͝͝͝͠͝͝͠͝͝͠͠͝ͅͅе̴̧̨̡̡̛̛̜͈͇̗̦̳͙̪͍̼̯̬̳̺͖̲͖͓̖̦̮̪̗͉̖͈̏̽̅̍̌́̒̿́̾̈̀͛̈́̈̆̊̏͐̈́̀̃̍͊̈́̔̋͋̇̍̈̓̾̊͐̓̋̓̄̇̾̿́̓̽̃͒̀̆̀̏̅̈́͆̐̄͂̅̾̓͂̓̇̎͊̽̀͐̈́͑͐̑̏̈́̐̈́̋̈̂̈́̀̈́̈́̽̏̈͛̽̋͛̀̈́́͋̿̈̋̑̌̿̆͐̍͗́̓́̊̌̊̍͊͊͒̓̉͛̈͑̀͑̉̾͊̅̍̅̈́̾̊̀̾̎̐͒̾́̏̃̇̅̑͆̅͂̊̄͐́̔͑͑̍́͌̂́͗͆͛͋̎̈́̀̋̅̀͋̆̔̄͂̅̒̋͊̉̽͊̀̉̄͌͒͌͛̈̈̆͊̉̋̿̈͋̎́̆̂͊̉̇̾̉̓̑͗̌͊͂͋̎́͋̽̈́͑̇̆̚̕̚̚̕̚͘̕͘̚̕̕̕̕̚̚̚̚͜͝͝͠͠͝͝͝͠͝͠͝͝͝͝͠͝͝р̵̛̛̛̤̖̩̺̖̹̯̮̄͊̈͋̑͒͆͋͗̌̇̈͒̃̎͌̇̔̋̄̓̔̍̑͗͆̈́̒́̾̉̅͒͒̇̄̎̋͌̅̽̀͌̈́͐̈̆̑̍̒̅̄̑̀̽̆͌̈́̊̋̔̀̓̌̓́̊̑̓̋̀͋̑̍̊̔̃̄́̔̂͂̾͋̅͋͗̏͒͊̔̏̽̽̏̽̍̓́̈̔̑͊̀̌́̓̕͘̕̚͘͘̚̕͘̕͘͝͝͝͝

## Диапазоны в Юникоде
Юникод содержит следующие блоки, предназначенные специально для комбинируемых диакритических знаков:
- Комбинируемые диакритические знаки (англ. Combining Diacritical Marks, U+0300…U+036F)
- Расширенные комбинируемые диакритические знаки (англ. Combining Diacritical Marks Extended, U+1AB0…U+1AFF)
- Дополнение к комбинируемым диакритическим знакам (англ. Combining Diacritical Marks Supplement, U+1DC0…U+1DFF)
- Комбинируемые диакритические знаки для символов (англ. Combining Diacritical Marks for Symbols, U+20D0…U+20FF)
- Комбинируемые полузнаки (англ. Combining Half Marks, U+FE20…U+FE2F)

## Канонический класс комбинируемости
Одна из характеристик символа в Юникоде — канонический класс комбинируемости, принимающий только числовые значения.
| Значение | Полное английское название | Русский перевод                            | Описание |
| -------- | -------------------------- | ------------------------------------------ | --- |
| 0        | Not_Reordered              | Не определён                               | Некомбинируемые и обрамляющие знаки; также многие знаки для гласных и согласных, даже если они комбинируемые |
| 1        | Overlay                    | Накладывающийся знак                       | Знаки, накладывающиеся на базовую букву или символ                                                           |
| 7        | Nukta                      | Нукта                                      | Нукта — знак в системах письма, происходящих от брахми                                                       |
| 8        | Kana_Voicing               | Знаки звонкости каны                       | Знаки звонкости в кане — дакутэн и хандакутэн                                                                |
| 9        | Virama                     | Вирама                                     | Вирама — знак в системах письма, происходящих от брахми                                                      |
| 10—199   | Ccc10—Ccc199               | Канонические классы комбинируемости 10—199 | Классы фиксированных позиций                                                                                 |
| 200      | Attached_Below_Left        | Контактный знак слева снизу                | |
| 202      | Attached_Below             | Контактный знак снизу                      | |
| 204      | —                          |                                            | |
| 208      | —                          |                                            | |
| 210      | —                          |                                            | |
| 212      | —                          |                                            | |
| 214      | Attached_Above             | Контактный знак сверху                     | |
| 216      | Attached_Above_Right       | Контактный знак справа сверху              | |
| 218      | Below_Left                 | Знак слева снизу                           | |
| 220      | Below                      | Знак снизу                                 | |
| 222      | Below_Right                | Знак справа снизу                          | |
| 224      | Left                       | Знак слева                                 | |
| 226      | Right                      | Знак справа                                | |
| 228      | Above_Left                 | Знак слева сверху                          | |
| 230      | Above                      | Знак сверху                                | |
| 232      | Above_Right                | Знак справа сверху                         | |
| 233      | Double_Below               | Двойной знак снизу                         | |
| 234      | Double_Above               | Двойной знак сверху                        | |
| 240      | Iota_Subscript             | Подстрочная йота                           | Только греческая подстрочная йота                                                                            |